# Plan-les-Ouates
Plan-les-Ouates – miasto i gmina (fr. commune; niem. Gemeinde) w Szwajcarii, w kantonie Genewa. 

## Demografia
W Plan-les-Ouates mieszka 10 601 osób. W 2020 roku 22,3% populacji gminy stanowiły osoby urodzone poza Szwajcarią.

## Transport
Przez teren miasta przebiegają autostrada A1 oraz drogi główne nr 104 i nr 114.